# 天空城市
天空城市，又名远望大厦，是一座原定高838米，建于中国中南地区湖南省长沙市的摩天大楼，项目净占地30亩，预期建设者远大可建科技估计建设仅需花费90天。算上现场施工前生产预制组装材料所需的120天，总工期为210天。预施工活动在2013年8月被叫停，原因是政府部门要求更多批准手续。
远大可建科技原定计划建造的是高666米的摩天楼，后因当地政府希望有世界最高建筑而改变计划。该公司在中国的20座建筑上使用了相同建造模式，在全球亦有数个加盟合作伙伴。该公司另有在地上739.8米处建设直升机停机坪的计划。
截至2016年5月，建设计划处于停滞状态，建筑基坑变成了养鱼场。
2016年6月8日，人民网报道称，建筑计划因破坏大泽湖湿地环境而引发抗议，并因此被取消。人民网写道，“中国中南地区的湖南省终于决定叫停其一个雄心勃勃的计划，该计划准备在省内一个稀有湿地地区建设世界最高大楼。大泽湖湿地曾是下一座世界最高大楼的选址地，现已列入20个永久保护水域中，将执行禁止开发区的政策。该原始湿地被誉为长沙最后一块湿地，许多珍稀鸟种在此栖息。大楼建设将对这些鸟类的生存造成很大影响。”
儘管該地已經無法動工，但远大集团仍表示還會另找其他地塊創造機會，並強調“我们绝对会建这座楼”。

## 建筑布局
根据建筑计划，在位于吉达的吉达塔完工前（截至2021年并未完工），202层楼的天空城市将成為世上第一幢超過200層的摩天大樓，且超越迪拜塔成为世界最高建筑物。建筑计划宣称将把准备好的预制组件模块运到现场组装，现场施工可缩短至前所未有的90天内。远大可建计划先在工厂内生产建筑95%的部分，然后再进入施工现场进行挖掘等作业。组件制造将在实际施工进行前6个月左右开始。
建筑计划的202层空间内包括1座可接待1000位客人的宾馆，1家医院，5所学校，以及办公场所。建筑的所有空间中，83%左右会用作住宅用途，可容纳17000位住户；5%将建设可接待1000位客人的宾馆；学校、医院、办公场所和商店各占3%。建筑内设有10条消防逃生通道，可在15分钟内疏散人群，并在火中保持3小时。建筑将有17个直升机停机坪，另设置体育场地，包括6座篮球场和10座网球场。计划亦准备在建筑周围保留一些绿地。
交通方面，建筑内将安装104部高速电梯，由于从底部运行至顶部仅需几分钟，其安全性也因此受到质疑。建筑的5000处居所可容纳17400位住户。大楼总建筑面积为120万平方米，主体建筑部分占105万平方米，另有13万平方米的地下室和3至7层楼高、35000平方米的附楼。建筑总共可容纳约30000人。
建筑采用的4层玻璃窗可使建筑内温度保持在20至27 °C，经过滤后的内部空气可比外部清新至多20倍。大楼使用的灯具为LED类型。

## 结构特征
工程预计消耗27万吨钢，组装工厂需要可持续建筑技术以及独立的研发。该建筑主要优点在于抗震、节能、清洁、耐久和材料，材料方面包括回收的建筑材料和无醛/无铅/无石棉建筑材料等，全钢结构的核心技术是模块化建造。建筑将装配15厘米的保温墙和四层玻璃，提高能源利用效率；建筑同时可防9度地震。
尽管结构细节并未公布，一些建筑师还是对这种结构表示怀疑，如模块化设计是否可以使较低楼层承受如此一座高楼所带来的风压，而不出现过大的摆动；以及建造时是否真能避免使用高强度混凝土，因为若使用，则混凝土的固化时间不可能跟上如此快的工期。由于大多数建造和材料生产都在当地进行，这项工程同时也能带动长沙市的地方经济。

## 造价
根据目前的计划，建造天空城市需花费人民币90亿元（约合14.6亿美元），每平方米建筑面积预计花费1500美元，比高度类似的哈利法塔（每平方米4500美元）便宜不少。远大可建已经以3.9亿元的价格买下面积67300平方米的土地。

## 历史
由于未能按时取得政府的开工许可，工程开工日期曾数次延后，不同公告中关于是否取得最终许可的说法也不一。2012年10月，集团宣布已获得地方政府的许可，将在11月开工，同时把工期改为210天，意味着工程将在2013年6月完工。在2012年11月16日的一次采访中，远大集团副总裁江燕表示公司会按照之前的时间表，以一天造5层楼的速度在90天内建完大楼；她还提及该建筑仍在等待政府许可。该月晚些时候，远大公司宣布工程将在2013年1月开工。
2012年12月初，建筑的最终效果图制作完成，工程等待中央政府批准。当时预计在2013年内开工，计划仍是在90天内完成。
2013年5月14日，TreeHugger报道称工程已获政府批准，预计在2013年6月动工。
2013年6月17日，远大集团总裁张跃表示工程会在2013年8月开始，头4个月用于组件预制，后3个月进行现场组装，预计2014年3月完工。
2013年7月20日，SkyscraperCity和一些中国网站开始出现奠基仪式的照片，张跃乘直升机到达典礼现场，随行的还有几位贵宾。从仪式及相关报道来看，主承包商应为中国建筑工程总公司，建筑可在2014年4月完工，并在5月或6月开业。
2013年7月25日，有报道称建设因许可不够而被主管机关叫停，远大方面对此回应称“我们没有开工，何来的停工呢？”。2013年8月14日，《中国日报美国版》援引远大美国公司总经理王曙光的消息，称实际的现场组装工作在2014年4月前不会开始。2013年9月4日，中国网报道称工程已进入环评阶段，这是取得工程规划许可所需若干环节的第一步。10月30日，远大集团表示建筑已进入最后批准阶段。
截至2014年10月，没有可靠来源能证实工厂已经开始生产预制组件。远大公司确认近期仍在积极寻求建造大楼，只是未能得到政府批准。
2015年2月，开发商因建成小天城而再次受到关注，这座建筑高204米，同样坐落于长沙。小天城的建设分为2个阶段，头20层楼在一星期内建成，随后被政府要求暂时停工；第二阶段共37层，在12个工作日内便建设完毕。开发商重申建设天空城市的决心，表示会在2016年初开工；但由于350米以上的建筑需要北京下发国家层面的批准，因此远大并没有明确声明开工日期。
2015年7月，有报道称工地已有2年未进行施工，当地村民将开挖的基坑当鱼塘使用。关于审批进展，开发商表示没有更多消息可透露。
出于环保方面的考虑，该工程在2016年7月被取消，有关部门另划定了199.5平方千米的禁止开发区。

## 争议
这项工期如此之短的超前性计划面临许多怀疑，关于远大集团是否有能力在如此短时间内完成这座高楼也有争议，亦有推测认为该工程并非真实计划，只是一种营销方式而已。WSP中东公司曾负责伦敦碎片大厦的结构设计，该公司结构部门负责人Bart Leclercq曾开玩笑说，如果天空城市按时完工，他就放弃研究结构工程。即便如此，他和其他人依旧赞扬了这项计划，称其运用了创新的预制组件技术。
批评者亦怀疑远大集团完成这种大工程的能力，尤其是该集团之前仅建设过2座建筑，且每座都未超过30层楼。一座这么高的楼需要健壮的结构，而这又需要大量的混凝土与钢材，以及足够的建设时间。一些批评者质疑该公司工程师是否理解这种大工程的复杂性。
高楼建设还要考虑风的影响。若结构刚性不足，空气流动在建筑物周边产生的巨大风力将使建筑物产生摇晃，建筑物可能会因此处于不稳定的状态。
有批评者怀疑大楼是否有能力应对紧急情况。若发生火灾，人们可能无法向其喷水或疏散人群，因为消防人员没有能到达这种高度的装备。对于需要去医院接受急救的人，电梯的速度可能会显得过慢（尽管建筑内有修建一座医院的计划）。建筑结构亦可能导致当地土壤沉降。
世界高层建筑与都市人居学会主席Sang Dae Kim博士则表示，虽然以现代技术可以建造2千米高的楼，但在这种高楼中电梯占用面积过大，因而显得不切实际。
远大总裁张跃曾对媒体表示，出于安全考虑，项目建设时不会使用中国钢材，而是选择从卢森堡进口钢材。中国钢铁行业随后批评这一决定，称国产钢材在建筑方面是合格的。
除对建筑本身的质疑外，项目的争议还包括对附近湿地与生态环境的影响。因项目选址在鸟类栖息地大泽湖湿地附近，尽管地块当时属于城市建设用地，认为高楼建设会对周边生态产生不利影响的环保人士和组织还是发起了反对运动。远大集团则回应称项目本身即注重环保，建设高楼会保护周边环境，且已有环评报告，惟环保部门未能确认环评报告的存在。湖南省政府后于2016年将大泽湖列入禁止开发区，被认为是出于环保原因事实上叫停天空城市项目。